# Coenonycha socialis
Coenonycha socialis är en skalbaggsart som beskrevs av Horn 1876. Coenonycha socialis ingår i släktet Coenonycha och familjen Melolonthidae. Inga underarter finns listade i Catalogue of Life.